# Éliézer de Damas
Pour les articles homonymes, voir Éliézer.
Éliézer de Damas est l'héritier présomptif d'Abraham quand celui-ci n'a pas encore d'enfant. Il participe à la poursuite des rois qui ont fait prisonnier Loth le neveu d'Abraham. Il est l'un des deux serviteurs qui accompagnent Abraham lorsque celui-ci part pour offrir son fils Isaac en holocauste. Il est le serviteur envoyé par Abraham afin de ramener une femme pour Isaac et il revient avec Rébecca.

## Éliézer héritier d'Abraham
Selon le Targoum, Éliézer est originaire de Damas.
Éliézer est l'héritier présomptif d'Abraham lorsque celui-ci n'a pas encore d'enfant.
Des tablettes découvertes à Nuzi indiquent qu'un couple n'ayant pas d'enfant peut désigner un enfant adopté ou leur fille comme héritier.

## Éliézer au secours de Loth
Abraham part avec 318 hommes pour délivrer son neveu Loth fait prisonnier par des rois.
Éliézer poursuit ces rois.
La valeur guématrique d'« Éliézer » est égale à 318,,.

## Éliézer et le sacrifice d'Isaac
Un jour Dieu demande à Abraham d'offrir son fils Isaac en holocauste sur le mont Moriah. Abraham fend des bûches et part avec Isaac, un âne et deux serviteurs. Après trois jours de marche, il dit aux deux serviteurs de garder l'âne et qu'il va se prosterner plus loin avec son fils. Il charge Isaac des bûches.
Un Midrash dit que ces deux serviteurs sont Éliézer de Damas et Ismaël fils d'Agar la servante de Sarah et qu'ils se querellent pour savoir lequel des deux va être héritier d'Abraham après la mort d'Isaac.

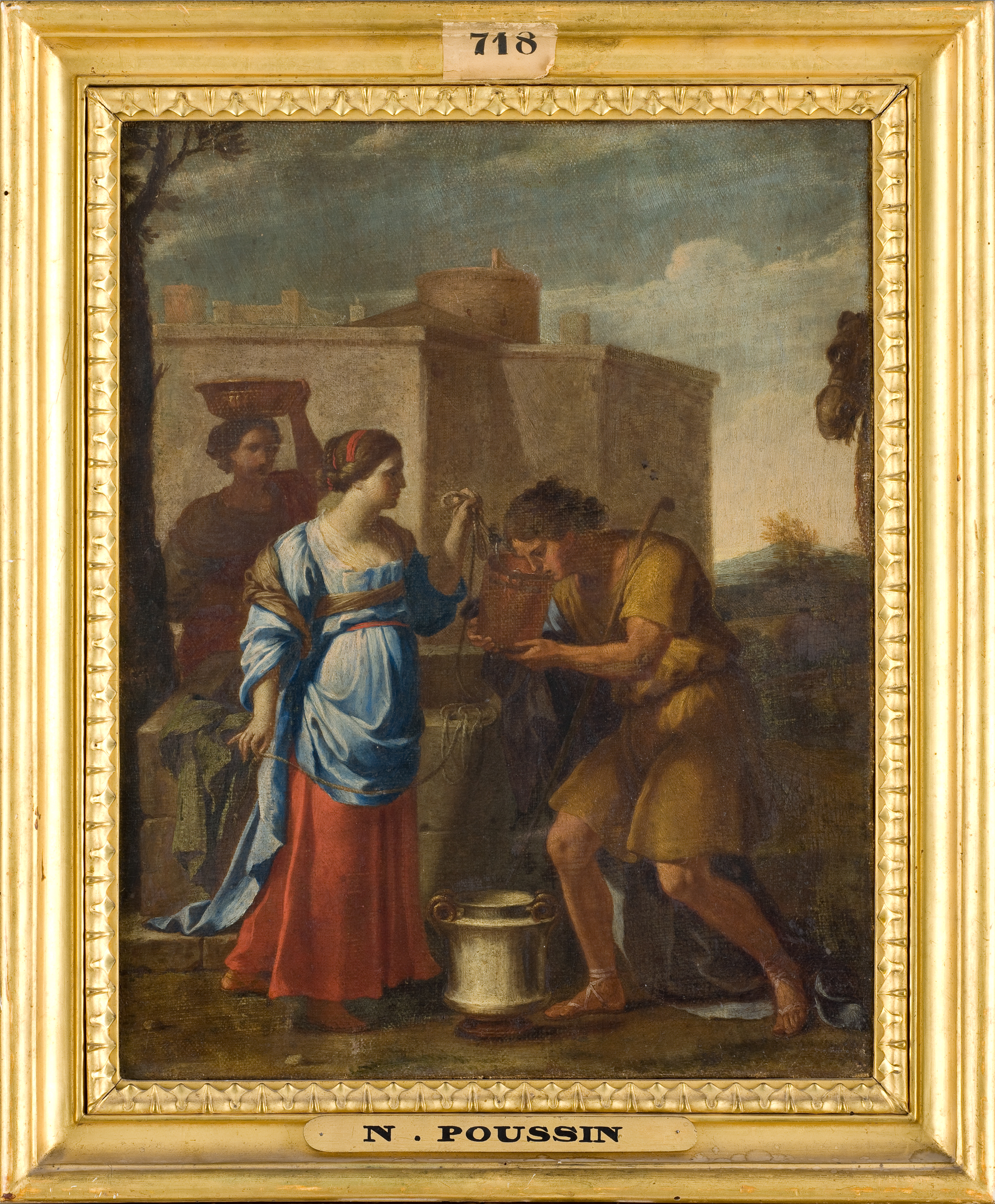
Rébecca et Éliézer, anonyme d'après Nicolas Poussin (ca. 1670). Musée Fabre, Montpellier.

## Éliézer et Rébecca
Un jour Abraham demande à son plus ancien serviteur de ramener de son pays une femme de sa famille pour Isaac. Le serviteur part pour Aram avec dix chameaux chargés de présents et en revient avec Rébecca une cousine d'Isaac. Dès leur retour Isaac âgé de 40 ans aime et épouse Rébecca.
Selon un Midrash ce serviteur est Éliézer de Damas.